# Geschützter Landschaftsbestandteil Hecken und Obstbäume südlich Hallenberg
Der Geschützte Landschaftsbestandteil Hecken und Obstbäume südlich Hallenberg mit 2730 m Länge liegt im Stadtgebiet von Hallenberg im Hochsauerlandkreis. Das Gebiet wurde 2004 bei der Aufstellung des Landschaftsplans Hallenberg durch den Kreistag des Hochsauerlandkreises als Geschützter Landschaftsbestandteil (LB) ausgewiesen. Die 2730 m Länge des LB teilen sich auf 20 getrennte linienhafte Gehölzstreifen mit Hecken und Obstbäumen auf. Der LB liegt im Bereich Langer Loh und Scheidlandwehr. Der LB ist umgeben vom Landschaftsschutzgebiet Magergrünland südlich Hallenberg und Landschaftsschutzgebiet Hallenberger Hügelland.

## Gebietsbeschreibung
Der Landschaftsplan führt zum LB aus: „Das Gebiet ist terrassenartig gestuft, wird überwiegend als Weideland genutzt und weist zahlreiche Hecken und Obstbäume auf; einige Grünlandflächen sind verbracht. Aufgrund der hohen strukturellen Vielfalt kommt dem Gebiet eine lokale Bedeutung für die siedlungsnahe Erholungsnutzung, für die Erhaltung der historisch gewachsenen Kulturlandschaft und für die Erhaltung des Lebensraums von Heckenbrütern zu.“

## Verbote und Gebote
Wie bei allen geschützten Landschaftsbestandteilen besteht nach § 29 Abs. 2 BNatschG das Verbot, dieses zu beschädigen, auszureißen, auszugraben oder Teile davon abzutrennen oder auf andere Weise in seinem Wachstum oder Erscheinungsbild zu beeinträchtigen. Eine ordnungsgemäße Pflege ist vom Verbot ausgenommen. Es ist auch verboten Stoffe oder Gegenstände im Bereich des Geschützten Landschaftsbestandteils anzubringen, zu lagern, abzulagern, einzuleiten oder sich ihrer in anderer Weise zu entledigen, die das Erscheinungsbild oder den Bestand des Geschützten Landschaftsbestandteils gefährden oder beeinträchtigen können. Dies gilt auch für organische oder mineralische Düngemittel und Futtermittel. Sofern Gehölze zerstört bzw. beschädigt werden, kann die Untere Naturschutzbehörde eine Ersatzpflanzung oder ein Ersatzgeld festsetzten.